# Nederlands-Indisch verzet in de Tweede Wereldoorlog
Het Nederlands-Indisch verzet in de Tweede Wereldoorlog was het geheel van verzetsgroepen die in de Tweede Wereldoorlog actief waren in Nederlands-Indië. Dit verzet werd gepleegd van maart 1942 tot voorjaar 1943.

## Geschiedenis
Direct na de val en capitulatie van Nederlands-Indië, en de bezetting door Japan, brak strijd uit op de vele eilanden van groepen bewoners tegen de Japanners. Doordat de Japanners erin slaagden vrijwel het gehele verzet binnen een jaar uit te schakelen, werd de hoop op een geallieerde bevrijding via de weg van het verzet hierdoor ontnomen. Vanwege de Japanse militaire en organisatorische overmacht, de plunderingen van geheime Nederlandse wapen- en voedselopslagplaatsen door de Indonesische bevolking, kreeg een mogelijkheid tot een guerrilla-oorlog vrijwel geen kans van slagen, behalve op Celebes en Timor.

### Het verzet
Het verzet bestond uit mensen die een verbinding hadden met Nederland, vaak ex-militairen. Zoals zij die buiten de interneringskampen waren gebleven, zoals vrijgelaten ex-KNIL’ers, Indo-Europeanen en Nipponwerkers, Molukkers en ook andere inheemse ex-KNIL’ers, en ondergedoken militairen. Zij vormden groepen, zoals de groep-Meelhuysen in Soerabaja.
Verzet werd behalve op Java ook geboden op Sumatra, Celebes (Sulawesi), de Molukken en Nieuw-Guinea. Het verzet was veelal kleinschalig en op verschillende plaatsen in Indië. Van enige structuur was geen sprake. Vanuit de Indische maatschappij werd heel anders tegen de Japanse aanwezigheid gekeken en werd -ondanks de ontevredenheid in de latere jaren- er geen verzet gepleegd tegen de nieuwe overheersers die vaak als bondgenoten werden gezien.

### Taken
Het verzet zette na de overgave de gewapende militaire strijd voort. Daarnaast werkten verzetsleden samen met de geallieerden: ingewonnen militair-strategische inlichtingen werden doorgegeven en er werden contacten gelegd met Australië, een land dat belangrijk was als springplank voor de geallieerden. 
Binnenlands ving het verzet diverse radioberichten op en verspreidde deze vervolgens in Indië, om zodoende de moraal op te vijzelen en verzetsgroepen van actuele informatie te voorzien. Wapens en munitie werden verzameld en verstopt, militairen die niet waren gecapituleerd werden geholpen bij het onderduiken. Verzetsleden infiltreerden in Japanse organisaties. Ook werden Japanners uitgeschakeld en werd er sabotage gepleegd.
Ook binnen de interneringskampen vonden verzetsdaden plaats, zoals voedsel en medicijnen het kamp in smokkelen, middelen waar een groot tekort aan was.  Er werden berichten uitgewisseld; voornamelijk het kamp uit maar soms ook het kamp in. Verder vonden protesten plaats tegen de aanwijzing van vrouwen tot troostmeisje en de verplaatsing van jongens vanaf 10-jarige leeftijd naar de mannenkampen. Men probeerde de bezetter tegen te werken door opgedragen werkzaamheden te vertragen dan wel niet goed uit te voeren.

### Verzetsgroepen
De volgende verzetsgroepen bestonden:

West-Java
- Groep Wernink (o.l.v. reserve-kapitein A.L.J. Wernink) te Batavia;
- Gemengde groep (Tandjong Priok): F. Tessers en D. Tessers, met een tijdelijke radiozender;
- Verzetsgroep Welter (o.l.v. reserve-eerste luitenant mr. L.J. Welter) te Buitenzorg en Depok;
- Gemengde groep Stam (o.l.v. J.C. Stam), bestaande uit voornamelijk Ambonezen, te Buitenzorg;
- Australische guerrillagroep Salak te Buitenzorg;
- Verzetsgroep Grandpré Molière/Briët te Soekaboemi;
- Verzetsgroep De Lange (o.l.v. kapitein R.G. de Lange) te Bandoeng;
- Guerrillagroep: Van de Vorst te Bandoeng;
- Groep Soegondo-Baki (o.l.v. commandant Soegondo-Baki over een groep Timorezen) te Bandoeng;
- Ambonese groep Boy (o.l.v. Dirk Jan Kaihatu) te Bandoeng;
- Groep-Meelhuysen op Java;
- Verzetsgroep Tjimahi met Ambonezen en Timorezen;

Midden-Java
- Guerrillagroep Gombong (o.l.v. onderluitenant Siahaija);
- Verzetsgroep Semarang met Timorezen, en Ambawara met gemengde groep;
- Guerrillagroep Salatiga (o.l.v. sergeant Frans);
- Verzetsgroep Magelang (o.l.v. Noengai Radji) met Javanen en Timorezen;

Oost-Java
- Groep Trauerbach op Oost-Java;
- Groep Steyn van Hoensbroek op Oost-Java;
- Inheemse groep ex-KNIL-militairen onder leiding van waarschijnlijk Saaka op Oost-Java;

Sumatra
- Sapoe Tangan Merah (Rode Zakdoek) op Sumatra, die uit Molukse soldaten bestond en aangevuld werd met Menadonese, Timorese en Indo-Europese ex-militairen;
- Verzetsgroep-Van Dormolen;
- Groep generaal R. Th. Overakker;
- Groep Treffers (omgeving Medan);
- Groep Van Dijk (omgeving Padang);

Nieuw-Guinea:
- Gevechtsgroep Kokkelink

Diverse
- Chinese groep o.l.v. dominee Tjoa Tek Soat;
- Ambonese groepen: Saija, Tanasale, Siahaija, Titarsoley, Hatusuput;
- Europese groep: Stevens-Carelsz;
- Verzetsgroepen op de Kei-eilanden;
- Verzetsgroepen op Nieuw-Guinea.

### Vermeend einde
Door de fanatieke inzet van de Indonesische rechercheurs van de Politieke Inlichtingendienst (PID), de coöperatieve medewerking van de Indonesische bevolking, Japanse militaire inlichtingendiensten en de Kempeitai is uiteindelijk in het voorjaar van 1943 het verzet gebroken. Reeds in december 1942 was de grootste verzetsgroep van ruim 200 personen, de groep-Meelhuysen, opgerold door de bezetter.

### Gevangenen
Van de groepen zijn rond 15.000 man gevangen genomen en door marteling, gebrek, ziekte, fusillade of onthoofding om het leven gekomen. In Jakarta liggen op het Ereveld Antjol 1.328 deelnemers aan het verzet begraven.

### De Grote Oost
In de Grote Oost werden in 1943-1944 de kansen op een geallieerd offensief hoog ingeschat, vanwege een mogelijke militaire doorbraak vanuit Australië. Voor de inlichtingendiensten waren de schaarse contacten op de diverse eilanden daarom zeer belangrijk. Door de Netherlands Forces Intelligence Service (NEFIS) werden party's gedropt, die ook verzetsdaden pleegden.

## Na de oorlog
Onderzoek naar het Indisch Verzet kwam pas zeer laat op gang, namelijk in de jaren '80. De uitkomsten van het onderzoek hebben geleid tot het instellen van de Commissie Indisch Verzet, die tot taak had een vergelijking te trekken tussen het Nederlands verzet en het Indisch verzet. Uit documentatie van het toenmalige RIOD bleek weinig voorhanden om aan te nemen dat er veel verzet was gepleegd. Pas nadat de Commissie dossiers bekeken had uit de Kanselarij der Nederlandse Orden, waarin opgenomen waren degenen die een Verzetsster Oost-Azië hadden ontvangen, kon de aanbeveling volgen voor de invoering van de Wet buitengewoon pensioen Indisch verzet (WIV). Deze wet ging in mei 1986 in, waarbij uitvoeringsinstantie Algemeen Burgerlijk Pensioenfonds (ABP) uitging van hooguit 1000 harde aanspraken. Uiteindelijk volgden er 1300 claims, waarvan er tot september 1989, slechts een 76-tal werd toegekend.

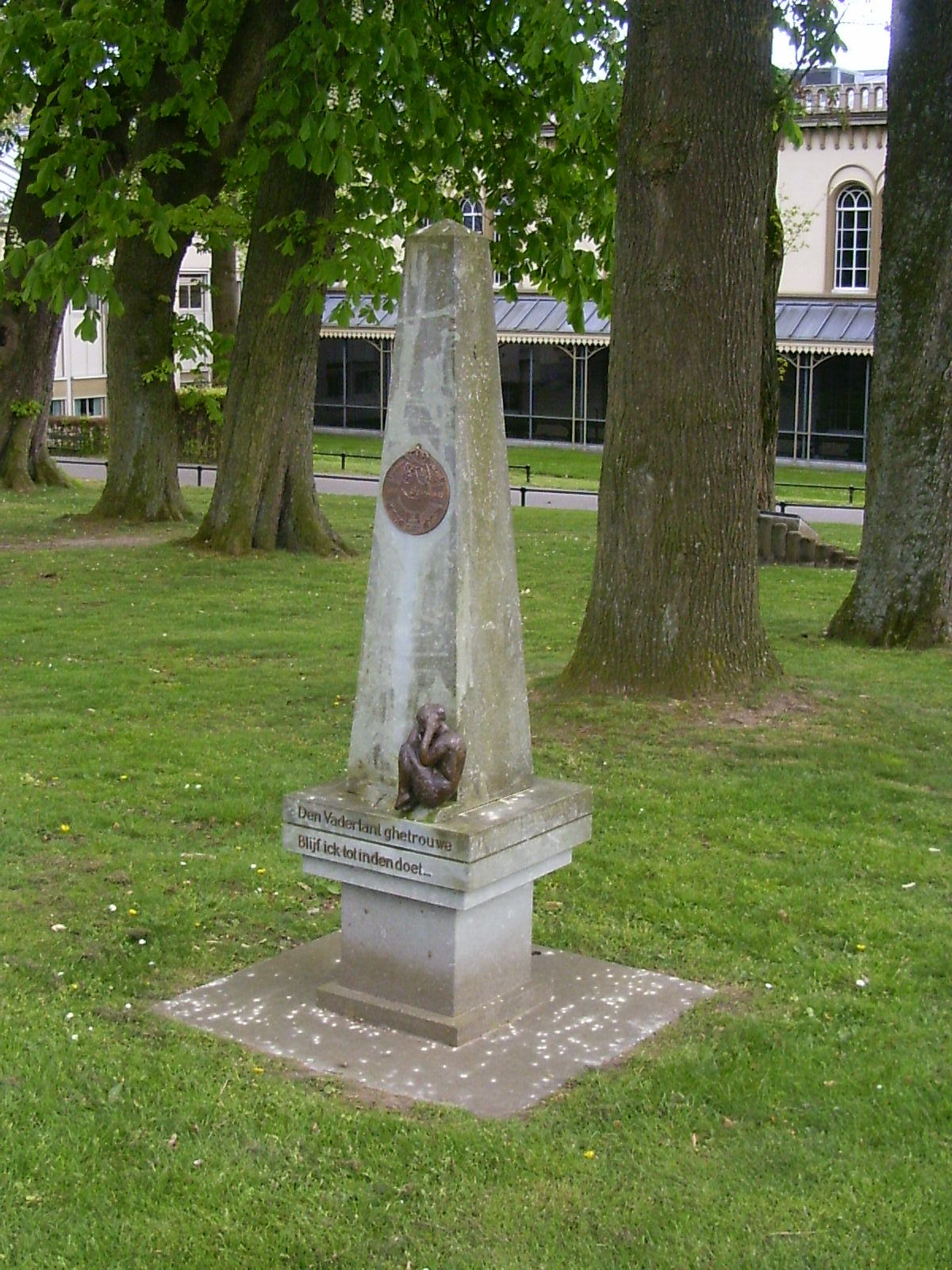
Monument Indisch Verzet

## Monument
Voor het verzet in Nederlands-Indië is het Monument Indisch verzet in 1997 opgericht op landgoed Bronbeek in Arnhem. Hierop staat de tekst:
DEN VADERLANT GHETROUWE
BLIJF ICK TOT IN DEN DOET...